# Franz Eppich
Franz Eppich (23. März 1835 in Graz – 8. November 1893 in Wien) war ein österreichischer Theaterschauspieler sowie Opern- und Operettensänger (Tenor).

## Leben
Eppich, Bruder des Schauspielers Joseph Eppich (1823–nach 1857) begann 1851/1852 in Pest seine Laufbahn als Opernsänger am dortigen Deutschen Theater, wirkte lange in Graz und gastierte währenddessen mehrmals an der Wiener Hofoper. 1866 ging er ans Carltheater, wo er bis 1882 ein gefeierter Operettensänger war. 
Von 1882 bis 1891 war er mehr Schauspieler als Sänger am Theater an der Wien. 1891 begann sein Gedächtnis zu leiden, so dass er schließlich nur noch kleinere Rollen übernehmen konnte. 
Im März 1892 erlitt er einen Schlaganfall, von dem er sich zwar erholte, jedoch nicht mehr genug, um weiter Auftreten zu können. Der „Maler“ in Lumpaci Vagabundus war seine letzte Rolle. Am 22. April 1893 erfolgte ein weiterer Schlaganfall, der den Künstler in die Tobsucht und völlige geistige Umnachtung trieb. Eppich starb am 8. November 1893.